# 라론드 고든

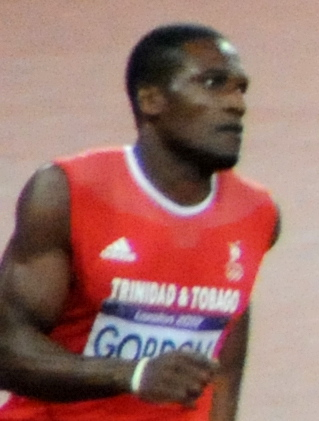

라론드 고든(Lalonde Gordon, 본명: Lalonde Keida Gordon, HBM, 1988년 11월 25일 ~ )은 400m를 전문으로 하는 토바고의 남성 트랙 필드 단거리 달리기 선수이다. 2012년 런던 올림픽에서 개인 최고 기록인 44초52로 동메달을 획득했다. 마셸 세데니오와 이안 모리스에 이어 자국에서 세 번째로 빠른 400m 선수이다.
런던의 400m 계주 팀과 함께 두 번째 올림픽 동메달을 획득하여 그 과정에서 국가 기록을 세웠다. 또한 2017년 IAAF 세계 선수권 대회에서 금메달, 2012년 IAAF 세계 실내 선수권 대회에서 동메달, 2011년 CAC 선수권 대회에서 은메달, 2010년 CAC 게임에서 동메달을 획득한 트리니다드 토바고 계주 팀의 일원이었다.